# Hægebostad
Hægebostad er en by og kommune i Agder fylke i Norge. Kommunen grænser til Kvinesdal i vest og nord, Åseral og Audnedal i øst og Lyngdal i syd.

## Areal og befolkning
Hægebostad har godt 1.600 indbyggere. Der er derudover omkring 800 hytter i kommunen.
Elven Lygna som er fredet mod kraftværksudbyging løber fra nord til syd i kommunen. Elven og vandet Lygne er på grund af højt kalkindhold godt fiskevand. Alt i alt er der 988 små og store søer i kommunen.
Kommunen har et rigt dyreliv med elg, bæver, rådyr, snehare, rype, ørn og los. Den nordlige ende af kommunen er græsningsområde for landets sydligste rensdyrstamme.
Rigsvej 42 krydser kommunen i retning øst-vest, og Rigsvej 43 som går sydover giver forbindelse til E39. Sørlandsbanen har stoppested i Hægebostad på Snartemo station. Stationen ligger midt mellem to af de længste jernbanetunneller i Norge, Kvinesheitunnellen og Hægebostadtunnellen.
Norges Meteorologiske Institut, Avinor og Statens vegvesen driver i samarbejde en stor vejrradar på Staksteinliknuten (631 moh) i Hægebostad. Radaren stod færdig i 2000 og dækker de sydlige dele af Norge og de nære havområder ud for kysten.
Dagens Hægebostad kommune er dannet af de tidligere kommuner Hægebostad og Eiken, som blev slået sammen i 1963. De to kommuner udgjorde én kommune også fra 1837 til 1915, men var delt i mellemtiden.